# Columba oenas

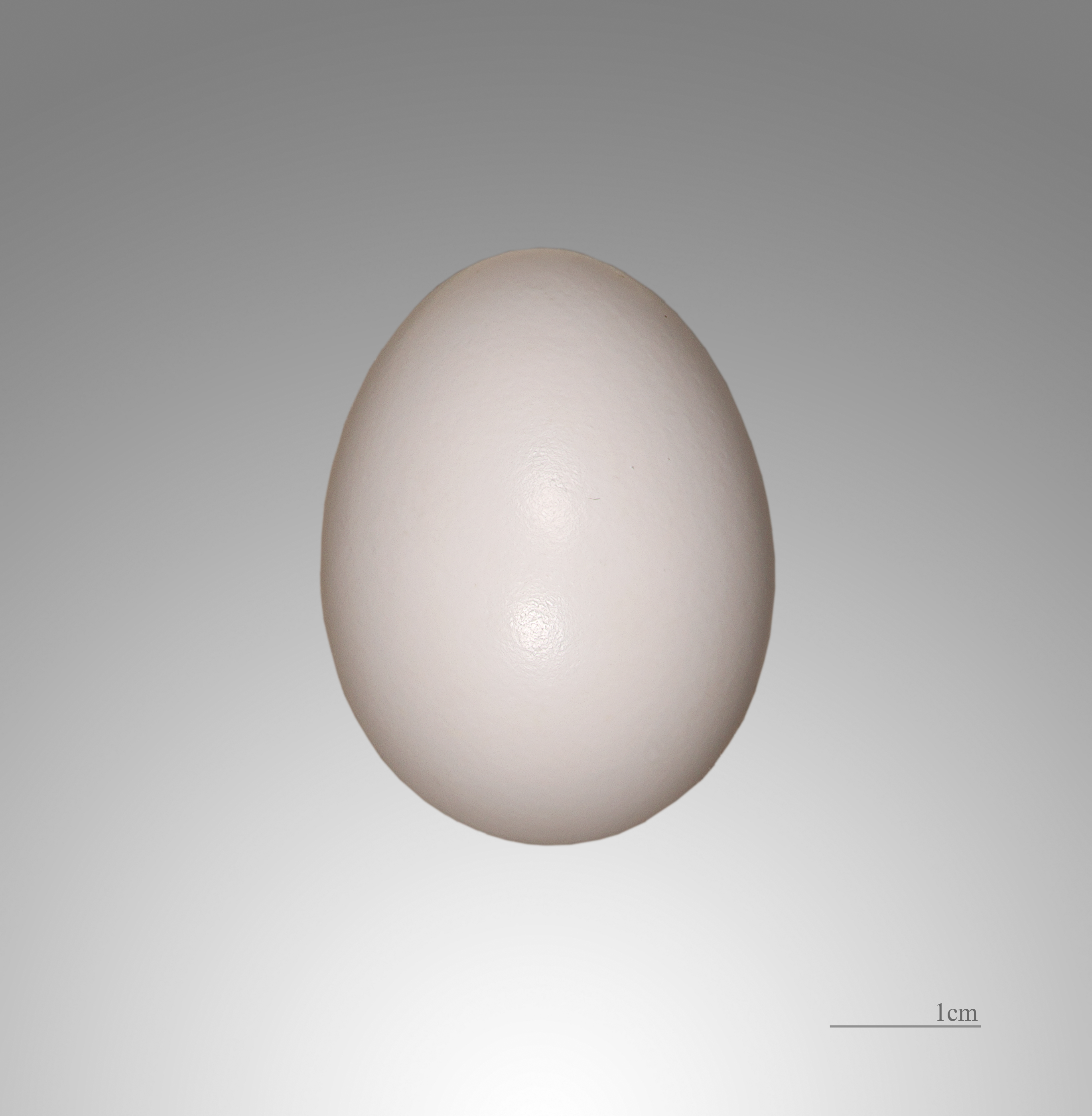
Uovo di Columba oenas

La colombella (Columba oenas Linnaeus, 1758), chiamata anche palombella, è un uccello della famiglia dei Columbidi.

## Distribuzione e habitat
La colombella può essere osservata in quasi tutta Europa, Africa del nord e Asia.
Nidifica in tutta l'Italia, in ambienti collinari, caratterizzati da boschi, lungo le coste marine, ma anche nei pressi di aree antropizzate. Nonostante l'areale molto ampio, è relativamente rara; in particolare, negli ultimi decenni se ne è riscontrato un considerevole decremento, legato probabilmente alla progressiva scomparsa dei grandi alberi con cavità che questo uccello utilizza per la nidificazione, a differenza del colombaccio che nidifica sui rami. Nel periodo migratorio la si può talvolta osservare in stormi misti con il colombaccio.

## Descrizione

### Specie simili
Si distingue dal 
- piccione selvatico per: 
  - gli occhi neri (quelli del piccione sono arancioni)[3]
  - l'assenza del groppone bianco,
  - becco rosso e giallo,
  - il sottoala più scuro;
- colombaccio per:
  - le dimensioni inferiori,
  - l'assenza delle barre bianche sopra le ali,
  - l'assenza delle macchie bianche intorno al collo,
  - la presenza di due barre scure che percorrono longitudinalmente la parte superiore delle ali.
- colombella occhigialli per:
  - l'iride scura anziché gialla,
  - l'assenza del groppone bianco.

## Sistematica
Sono note due sottospecie:
- Columba oenas oenas Linnaeus, 1758
- Columba oenas yarkandensis Buturlin, 1908